# Геофізична печера (Крим)
Геофізична печера — печера на Ай-Петрі, Крим, Україна. Рідкісний природно-карстовий об'єкт з красивими складними колодязями і вражаючої краси підземними залами. 

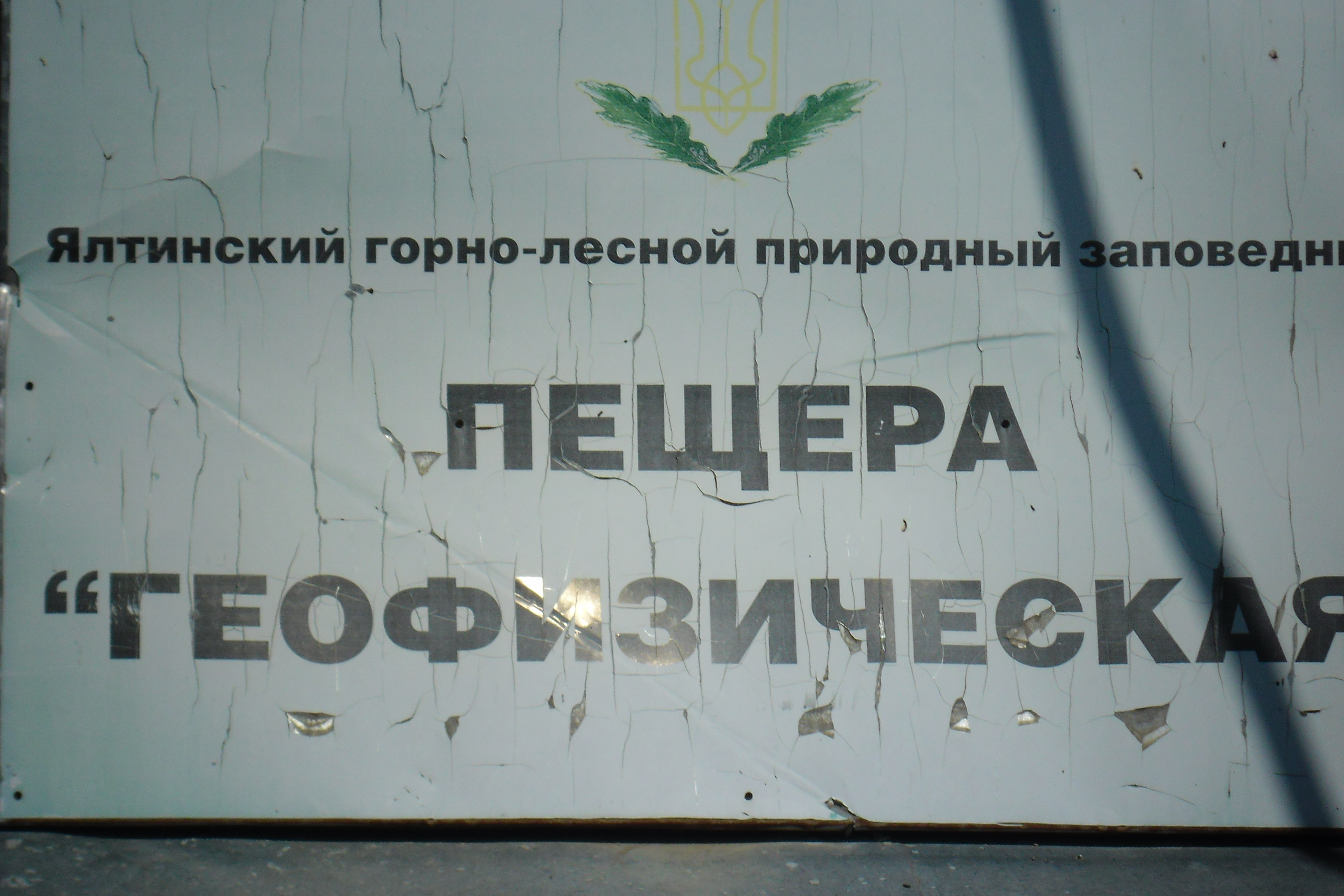
Табличка з назвою біля входу в печеру

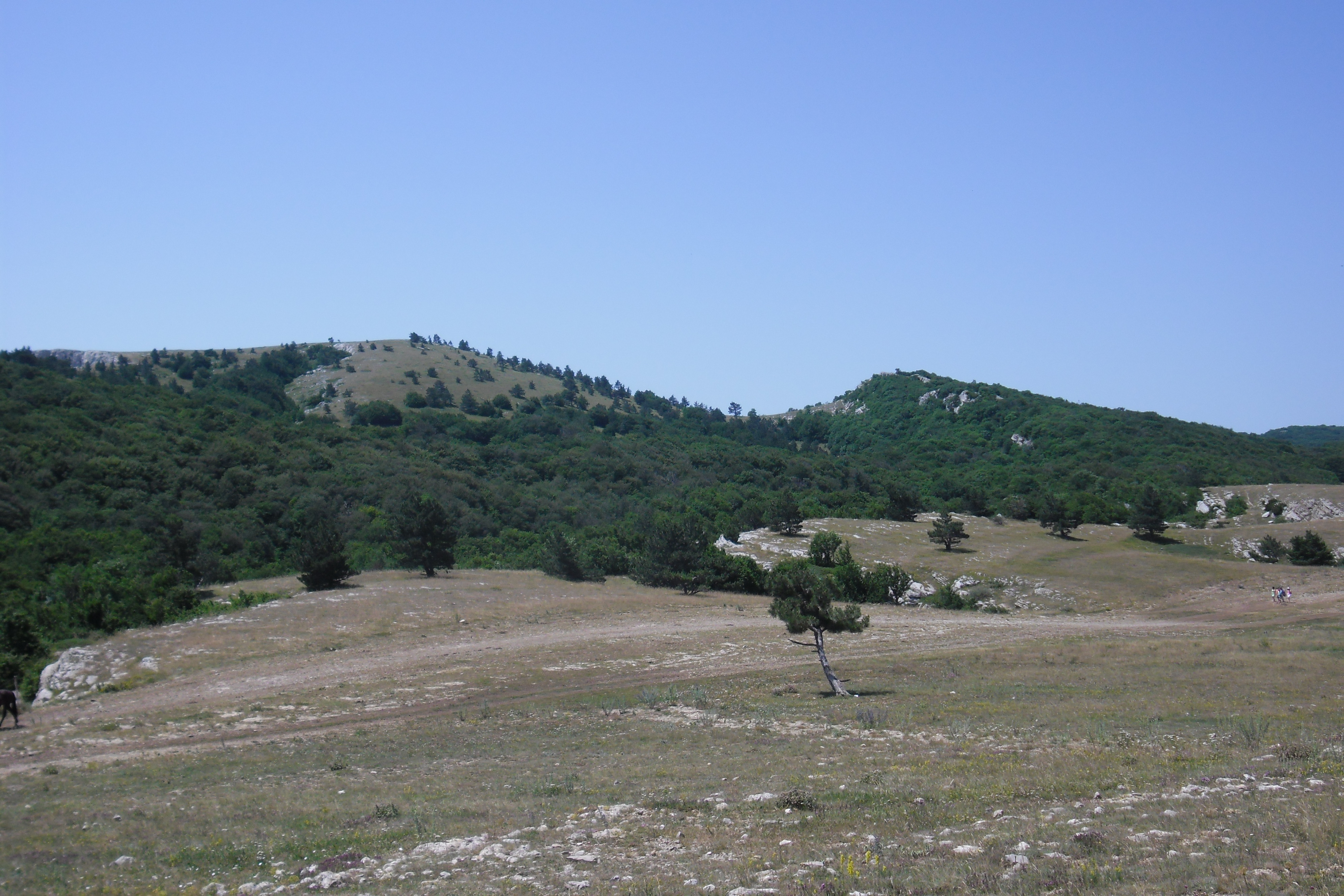
Район печер Геофізична і Триглазка

## Загальний опис
Цієї печери з давніх часів уникали місцеві жителі, оскільки вважали її притулком духів і таємничою «провальною ямою, в яку стікаються річки».
У печеру веде 28-метрова вертикальна шахта-колодязь, у нижній частині якої відкривається 100-метрова горизонтальна галерея із сталактитами, сталагмітами і колонами — сталагнати. Колись це було руслом підземного струмка.
Вперше потрапити в Геофізичну печеру спелеологам вдалося лише в 1971 році. Сьогодні ця печера обладнана для відвідування — у вертикальній шахті встановлено гвинтові сходи, які ведуть до входу в горизонтальну галерею, і проведено електричне освітлення.